# Río Cebollón
El río Cebollón es un corto río del sur de España perteneciente a la cuenca hidrográfica del Guadalquivir, que discurre en su totalidad por el territorio del oeste de la provincia de Granada. 

## Curso
El Cebollón nace en la fuente de la Cañada del Colmenar, en la ladera norte de la sierra de Almijara, dentro del término municipal de Arenas del Rey. Su cauce realiza un recorrido en dirección sureste-noroeste a lo largo de unos 9 km hasta su desembocadura en el río Cacín poco antes de la llegade de este al embalse de los Bermejales. El curso del río Cebollón transcurre íntegramente dentro del parque natural de las Sierras de Tejeda, Almijara y Alhama. 
El paraje donde confluyen el Cebollón y el Cacín cerca de la población de Fornes es conocido como La Resinera, por haber albergado un complejo industrial de la Unión Resinera Española, dedicado a la producción de resina de pino negral.